# Río Raba
El Raba es un río del sur de Polonia (Voivodato de Pequeña Polonia), afluente derecho del río Vístula. Nace en las  montañas Beskides, entre las ciudades de Rabka-Zdrój y Nowy Targ. Fluye hacia el norte y luego hacia el noreste. Las ciudades a lo largo del río Raba son Rabka-Zdrój, Mszana Dolna, Myślenice, Dobczyce y Bochnia.
Durante siglos, el Raba fue una importante arteria, a lo largo de la cual se establecieron varias ciudades y pueblos. Su nombre probablemente proviene de las lenguas celtas, y el Raba se divide en tres partes: el Raba Superior (60 kilómetros de largo y situada en los Beskides), el Raba Medio (en las estribaciones de los Cárpatos), y el Raba Inferior (en la cuenca de Sandomierz).
El Raba tiene su origen en el paso de montaña de Sieniawa, a una altitud de 750 metros sobre el nivel del mar. Desemboca en el Vístula cerca de Uscie Solne, después de 134,7 kilómetros, mientras que la superficie de su cuenca de drenaje es de 1537,1 km². Desde su nacimiento hasta la ciudad de Myslenice, el Raba es un típico río de montaña, con un valle estrecho, un lecho cubierto de rocas, corrientes rápidas y grandes caídas. Aguas abajo del lago Dobczyce conserva sus características montañosas durante varios kilómetros. El río no tiene afluentes en sus últimos 19 kilómetros.
El Raba marca el límite entre las montañas Makow Beskids y la isla Beskids, así como el límite entre las estribaciones de Wieliczka y las de Wisnicz. Sus afluentes son principalmente arroyos de montaña, como el Poniczanka, Slonka, Krzyworzeka, Mszanka, Kasinianka, Kaczanka, Krzczonówka, Trzemesnianka, Stradomka y Babica.